# Jean-Jacques Marie
Jean-Jacques Marie (ur. 1937) – francuski trockista, historyk, sowietolog.
Wykładowca Institut national des Langues et Civilisations orientales. Zajmuje się historią ZSRR. Autor biografii: Lenina, Stalina i Trockiego. 

## Wybrane publikacje
- Présentation et annotation de Que faire ?, de Lénine, Paris, Seuil, collection  « L'Histoire immédiate », 1966.
- Staline, Paris, Seuil, collection  « L'Histoire immédiate » 1967, 307 p.
- Les Paroles qui ébranlèrent le monde. Anthologie bolchevique (1917-1924), Paris, Seuil, coll. « L'histoire immédiate », 1968, 362 p.
- Les Bolcheviques par eux-mêmes, en collaboration avec Georges Haupt, Paris, Éditions François Maspero, 1969.
- Le Trotskisme, Paris, Flammarion, 1970, 144 p.
- Trotsky et la Quatrième Internationale, Paris, PUF, collection « Que sais-je ? », 1980, 127 p.
- Le Goulag, Paris, PUF, coll. « Que sais-je ? », 1989, 127 p.
- Derniers Complots de Staline. L'affaire des blouses blanches, Éditions Complexe, coll. « Histoire », 1993, 253 p. ISBN|2870274750
- Les Peuples déportés d'Union soviétique, Bruxelles, Éditions Complexe, 1995, 201 p.
- Trotsky, Paris, Éditions Autrement, 1998, 228 p. ISBN|2-86260-833-5
- Staline, Paris, Fayard, 2003, 994 p. ISBN|2-213-60897-0
- Lénine, Paris, Balland, 2004, 503 p. ISBN|2-7158-1488-7
- Le Trotskysme et les trotskystes, Armand Colin, coll. « Histoire au présent », 2004, 223 p. ISBN|2-200-26246-9
- Cronstadt, Paris, Fayard, 2005, 481 p. ISBN|2-213-62605-7
- La Guerre civile russe, 1917-1922. Armées paysannes, rouges, blanches et vertes, Paris, Éditions Autrement, coll. « Mémoires », 2005, 276 p. ISBN|2746706245
- Trotsky : Révolutionnaire sans frontières, Paris, Payot, coll. « Biographie Payot », 2006, 621 p. ISBN|2-228-900-38-9
- Voyager avec Karl Marx — Le Christophe Colomb du Capital, La Quinzaine Littéraire Louis Vuitton, Broché, 2006, 320 p. ISBN|9782910491208
- Le dimanche rouge, Larousse, mai 2008. ISBN|978-2-03-583348-8
- L'antisémitisme en Russie, de Catherine II à Poutine, Tallandier ; 2009. ISBN|9782847342987
- Khrouchtchev : la réforme impossible, Payot, 2010. ISBN 2-228-90507-0
- Lénine : la révolution permanente, Payot, 2011 ISBN 978-2-228-90689-0
- Beria : Le bourreau politique de Staline, Tallandier, 2013 ISBN|9791021002944
- Rapport sur le culte de la personnalité et ses conséquences, présenté au XXe congrès du Parti communiste d'Union soviétique, dit Le rapport Khrouchtchev, traduction et présentation, Éditions du Seuil, 2015, ISBN 978-2021170542.

## Publikacje w języku polskim
- Posłowie [w:] Sygmunt Stein, Moja wojna w Hiszpanii: Brygady Międzynarodowe - koniec mitu, przeł. z jid. Bella Szwarcman-Czarnota, Kraków: Wydawnictwo Literackie 2015.